# Udzungwai erdeifogoly
Az udzungwai erdeifogoly (Xenoperdix udzungwensis) a madarak osztályának tyúkalakúak (Galliformes) rendjébe a fácánfélék (Phasianidae) családjába és a Xenoperdix nembe tartozó egyetlen faj.
A magyar név forrással nincs megerősítve, lehet, hogy az angol név tükörfordítása (Udzungwa Forest-partridge).

## Előfordulása
A későn felfedezett faj Tanzánia területén honos, két elkülönült helyen. A természetes élőhelye hegyvidéki örökzöld erdők, 1300-2400 méter között.

## Alfajai
- rubehói erdeifogoly (Xenoperdix udzungwensis obscurata) vagy külön fajként  Xenoperdix obscurata néven - Rubeho felvidék
- Xenoperdix udzungwensis udzungwensis - Udzungwa hegység

## Megjelenése
Testhossza 29 centiméter. Tollazata vörös és szürke.

## Külső hivatkozások
- Képek az interneten a fajról
- Internet Bird Collection